# エレファント・ウィスパラー: 聖なる象との絆
『エレファント・ウィスパラー: 聖なる象との絆』（The Elephant Whisperers）は、カルティキ・ゴンサルヴェス監督による2022年のインド・アメリカ合衆国の短編ドキュメンタリー映画である。ゴンサルヴェスの初監督映画である。ある夫婦と彼らに託された子象ラグーの間に芽生える絆がとらえられている。ワールド・プレミアは2022年11月9日にアメリカ合衆国のドキュメンタリー映画祭であるDOC NYCで行われた。
2022年12月8日にNetflixより全世界で配信開始された。第95回アカデミー賞短編ドキュメンタリー映画賞にノミネート。

## 内容
『エレファント・ウィスパラー』はラグーという名の子象を預かった先住民族のボンマンとベリの夫婦の物語である。夫婦は傷つきやすいラグーが元気に成長できるよう細心の注意を払って世話をする。やがて夫婦とラグーのあいだには強い絆が生まれる。南インドのムドゥマライ国立公園を舞台としたこのドキュメンタリーではこの地の美しい自然にもスポットが当てられており、自然と調和した部族の人々の暮らしに迫っている。

## 製作
カルティキ・ゴンサルヴェスはこのドキュメンタリー製作のために5年間にわたって夫婦を追い続けた。

## 評価
『Ready Steady Cut』のロムニー・ノートンは5点満点で3.5点を与え、「小さなパンチがあり、特に象が好きなら見る価値がある」と評した。プロミ・ダスはファーストポストでの批評で「物語はかなり直截で、穏やかで説得力あるものに仕上がっている」と書いた。またダスは「この映画はその見事な撮影によって昇華されている」と撮影を賞賛した。続けてダスは「この映画の美点の多くは人間と動物の間の十分な類似性を描くこの映画の物語の控えめなカミング・オブ・エイジにある」と評した。さらにダスは「最終的にはコミュニティのパワーについてのラブストーリーである」と述べ「この映画はあらゆる生命の尊厳を擁護するものである」とまとめた。レジャー・バイトのマンジート・シンは「この完璧なドキュメンタリーはただ見るだけではなく、感じねばならない体験のようだ」と評した。シンは「このドキュメンタリーはあなたを泣かせることができる」、「今年最高のプレゼンテーション」であるとの見解を示した。

## 受賞とノミネート
| 映画祭・賞                                 | 授賞式         | 部門                           | 対象                                             | 結果           | 参照                |
| ------------------------------------------ | -------------- | ------------------------------ | ------------------------------------------------ | -------------- | ------------------- |
| アカデミー賞                               | 2023年3月12日  | 短編ドキュメンタリー映画賞     | カルティキ・ゴンサルヴェス、グニート・モーンガー | 受賞           | [ 11 ] [ 4 ] [ 12 ] |
| DOC NYC                                    | 2022年11月9日  | 短編: チャンス・メーカーズ     | 『エレファント・ウィスパラー: 聖なる象との絆』   | ショートリスト | [ 13 ]              |
| ハリウッド・ミュージック・イン・メディア賞 | 2022年11月16日 | 短編ドキュメンタリー映画音楽賞 | スヴェン・フォルコナー                           | ノミネート     | [ 14 ]              |
| IDAドキュメンタリー賞                      | 2022年12月10日 | 短編ドキュメンタリー賞         | 『エレファント・ウィスパラー: 聖なる象との絆』   | ノミネート     | [ 15 ]              |